# Markt Berolzheim

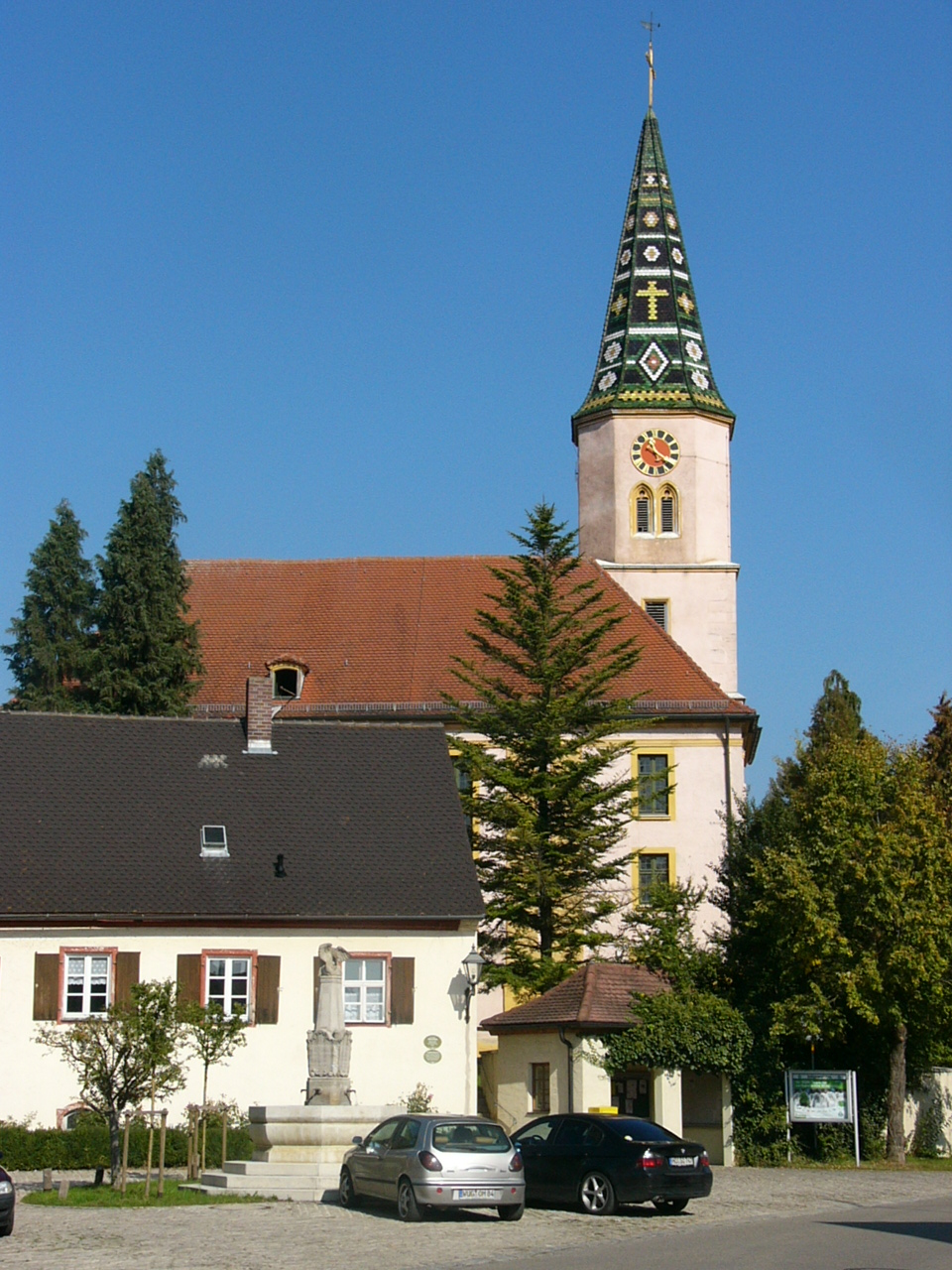
Markt Berolzheim

Markt Berolzheim este o comună-târg din districtul Weißenburg-Gunzenhausen, regiunea administrativă Franconia Mijlocie, landul Bavaria, Germania.